# Rathaus (Waldkirch)

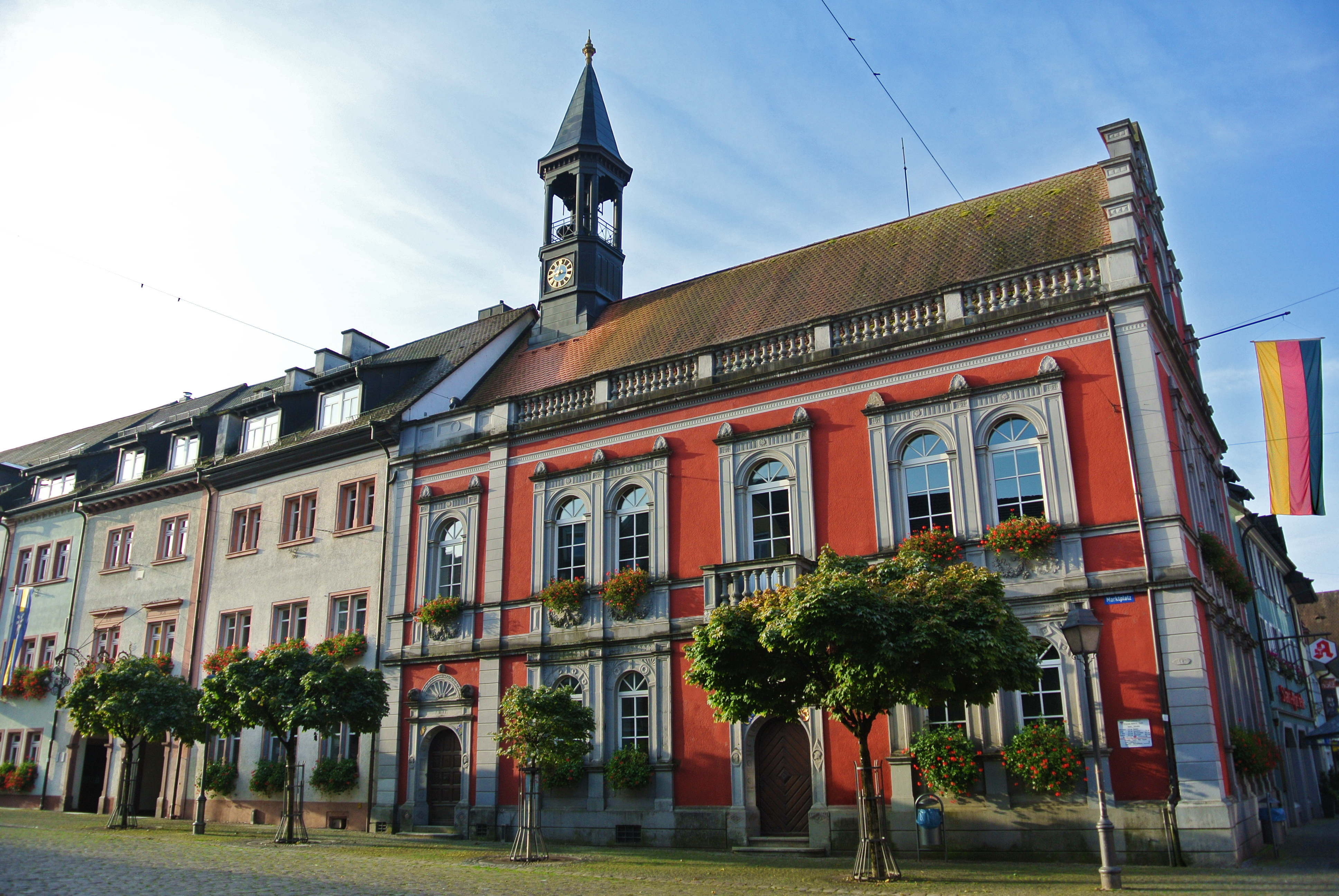
Rathaus in Waldkirch

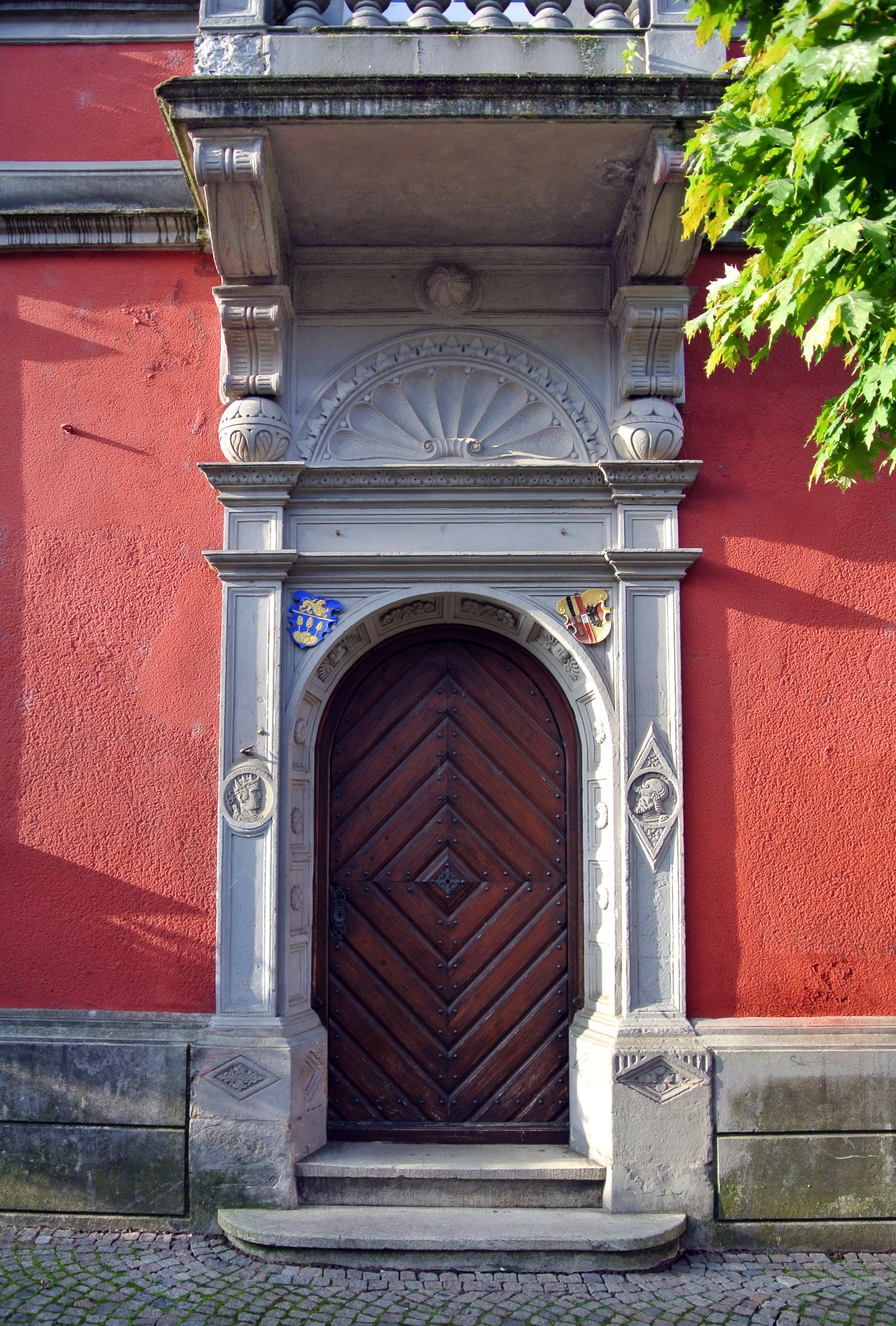
Portal

Das Rathaus in Waldkirch, einer Großen Kreisstadt im Landkreis Emmendingen in Baden-Württemberg, wurde ursprünglich 1562/63 erbaut und nach dem Stadtbrand vom 28. Juli 1638 in den Jahren 1653/54 wiedererrichtet. Das Rathaus am Marktplatz 1 ist ein geschütztes Kulturdenkmal.
In der zweiten Hälfte des 18. Jahrhunderts erfolgte im Erdgeschoss der Einbau reich verzierter Fenstergewände: Zwei Doppelfenster zum Marktplatz, eine vierteilige Fenstergruppe an der Giebelseite und zwei Einzelöffnungen an der Rücktraufe. Ebenso wurde zu gleicher Zeit ein traufseitiges Portal sowie zwei Eckkanzeln im Obergeschoss geschaffen.
Von 2014 bis 2016 wurde das Gebäude umfassend renoviert und der Baubestand wissenschaftlich untersucht. Dabei wurden auch die NS-Wandbilder des Künstlers  Schroeder-Schoenenberg überdeckt.